# Steblivka
Steblivka (ukrajinsky Стеблівка, maďarsky Szaldobos, slovensky Saldoboš) je vesnice v chustské městské komunitě, v okrese Chust, v Zakarpatské oblasti Ukrajiny, ležící asi čtrnáct kilometrů jihovýchodně od Chustu, na pravém břehu Tisy. V roce 2001 měla 2231 obyvatel.

## Historie
V obci je kostel Narození Přesvaté Bohorodičky ze 16. století, jedno z mistrovských děl tzv. „dřevěné gotiky“. Byl přestavěn v roce 1794, v roce 1994 vyhořel. Od roku 2010 jsou trosky zakonzervovány.

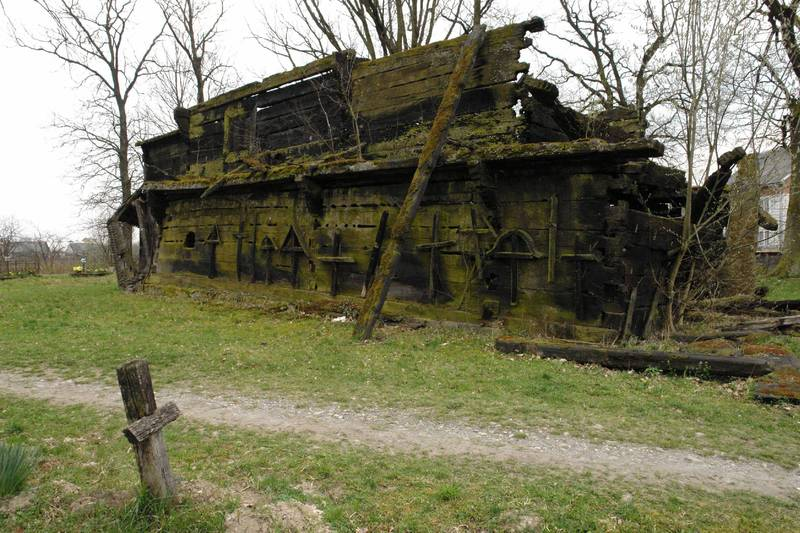
Kostel po požáru
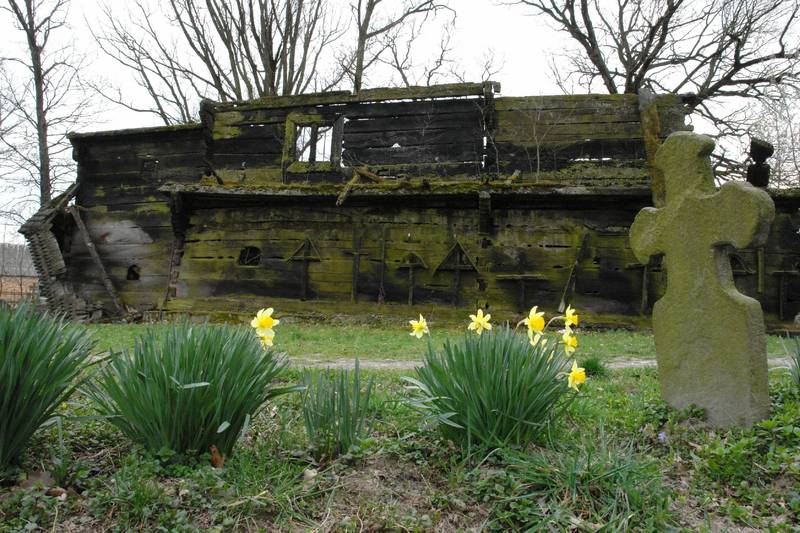
Kostel po požáru